# فرانز لودفيغ
فرانز لودفيغ (بالألمانية: Franz Ludwig)‏ هو ممثل ألماني، ولد في 8 أبريل 1876 ببرلين في ألمانيا، وتوفي في 16 نوفمبر 1927 في ألمانيا.

## وصلات خارجية
- فرانز لودفيغ على موقع IMDb (الإنجليزية)
- فرانز لودفيغ على موقع قاعدة بيانات الفيلم (الإنجليزية)
- فرانز لودفيغ على موقع كينوبويسك (الروسية)